# مرسدس آام‌گ اف۱ دبلیو۱۲ ئی پرفورمنس
مرسدس آام‌گ اف۱ دبلیو۱۲ ئی پرفورمنس (انگلیسی: Mercedes AMG F1 W12 E Performance) یک خودروی فرمول یک است که توسط تیم فرمول یک مرسدس ساخته و طراحی شده‌است. این خودرو که در مسابقات فرمول یک ۲۰۲۱ به‌عنوان خودروی تیم مرسدس حضور دارد، به رانندگی لوییس همیلتون و والتری بوتاس در این مسابقات به رقابت می‌پردازد.

## نتایج کامل در فرمول یک
(کلید) (نتایجی که به‌صورت پررنگ نوشته شده‌اند نشانگر پول پوزیشن، و نتایجی که به‌صورت ایتالیک نوشته شده‌اند نشانگر سریع‌ترین دور هستند)
| فصل  | شرکت‌کننده          | پیشرانه | تایر | نام راننده    | جایزه بزرگ | جایزه بزرگ | جایزه بزرگ | جایزه بزرگ | جایزه بزرگ | جایزه بزرگ | جایزه بزرگ | جایزه بزرگ | جایزه بزرگ | جایزه بزرگ | جایزه بزرگ | جایزه بزرگ | جایزه بزرگ | جایزه بزرگ | جایزه بزرگ | جایزه بزرگ | جایزه بزرگ | جایزه بزرگ | جایزه بزرگ | جایزه بزرگ | جایزه بزرگ | جایزه بزرگ | امتیاز | قهرمانی سازندگان |
| فصل  | شرکت‌کننده          | پیشرانه | تایر | نام راننده    | بحرین      | ایمولا     | پرتغال     | اسپانیا    | موناکو     | آذربایجان  | فرانسه     | اشتیریا    | اتریش      | بریتانیا   | مجارستان   | بلژیک      | هلند       | ایتالیا    | روسیه      | ترکیه      | آمریکا     | مکزیک      | برزیل      | قطر        | عربستان    | ابوظبی     | امتیاز | قهرمانی سازندگان |
| ---- | ------------------ | ------- | ---- | ------------- | ---------- | ---------- | ---------- | ---------- | ---------- | ---------- | ---------- | ---------- | ---------- | ---------- | ---------- | ---------- | ---------- | ---------- | ---------- | ---------- | ---------- | ---------- | ---------- | ---------- | ---------- | ---------- | ------ | ---------------- |
| ۲۰۲۱ | مرسدس آام‌گ پتروناس | مرسدس   | P    | والتری بوتاس  | ۳          | ب.         | ۳          | ۳          | ب.         | ۱۲         | ۴          | ۳          | ۲          | ۳          | ب.         | ۱۲         | ۳          | ۳۱         | ۵          | ۱          | ۶          | ۱۵         | ۳۱         | ب.         | ۳          | ۶          | ۱۸۸    | سوم              |
| ۲۰۲۱ | مرسدس آام‌گ پتروناس | مرسدس   | P    | لوئیس همیلتون | ۱          | ۲          | ۱          | ۱          | ۷          | ۱۵         | ۲          | ۲          | ۴          | ۱۲         | ۲          | ۳          | ۲          | ب.         | ۱          | ۵          | ۲          | ۲          | ۱          | ۱          | ۱          | ۲          | ۱۸۸    | سوم              |